# Kõo
Kõo è un ex comune dell'Estonia situato nella contea di Viljandimaa, nell'Estonia meridionale; il centro amministrativo era l'omonima località (in estone küla).
Il 21 ottobre 2017 è confluito, insieme a Kõpu, Suure-Jaani e Võhma, nel nuovo comune di Põhja-Sakala.

## Località
Oltre al capoluogo, il centro abitato comprende altre 14 località.
Arjassaare - Arussaare - Kangrussaare - Kirivere - Koksvere - Loopre - Maalasti - Paaksima - Paenasti - Pilistvere - Saviaugu - Soomevere - Unakvere - Venevere